# BBC UKTV
BBC UKTV é um canal de televisão britânica, transmitido na Austrália e na Nova Zelândia, anteriormente era uma empresa conjunta com Foxtel (60%), o RTL Group (20%) e a BBC Worldwide (20%) mais agora propriedade da BBC Studios desde 1996 como BBC UKTV.

## Visão geral
O canal BBC UKTV foi lançado em Agosto de 1996 na Austrália, tendo uma versão da Nova Zelândia com programação diferente lançada na Sky TV, em novembro de 2003.
Este canal desde então mostra uma mistura de repetições de programas antigos do Reino Unido exibidos anteriormente na Austrália ou Nova Zelândia e novos episódios de programas não exibidos anteriormente na Austrália ou na Nova Zelândia. As séries repetidas incluem Doctor Who, The Hitchhiker's Guide to the Galaxy, Are You Being Served?, Dad's Army, Torchwood, Torchwood Declassified, The Jewel in the Crown, Never the Twain, The Sweeney e The Bill, que já foram vistos na televisão terrestre ao ar livre na Austrália.
Além da programação britânica, a UKTV repetiu as novelas australianas Sons and Daughters and Prisoner, ambas produzidas pela Reg Grundy Organization. Nos dois casos, a série inteira foi mostrada; a repetição da série Sons and Daughters foi de 1997 a 2000 e o Prisoner foi de 1997 a outubro de 2004. O Prisoner agora está exibindo 111 Hits em março de 2011. Também exibiu a novela da TVNZ Shortland Street por vários anos nos anos 90, após episódios iniciais dessa série havia sido brevemente exibido pela SBS na televisão ao ar livre na Austrália.
Em 1 de julho de 2008, a BBC Worldwide assumiu o controle total da UKTV. A BBC Worldwide tinha anteriormente uma participação de 20% na BBC UKTV em uma parceria de três maneiras com a Foxtel e a Fremantle Media. A BBC Worldwide lançou dois novos canais australianos, BBC Knowledge (programação para documentários) e CBeebies (canal sem publicidade para crianças de 0 a 6 anos de idade) em 1 de novembro de 2008.
Em 3 de outubro de 2009, a UKTV revelou um novo logotipo, exibindo o da BBC, embora seu nome permanecesse inalterado.
Em 15 de novembro de 2009, o canal lançou uma transmissão simultânea em HD, substituindo a BBC HD.
Em abril de 2013, o canal mudou seu logotipo e nome para BBC UKTV.
Em 1 de julho de 2014, o simulcast em HD foi fechado, disponibilizando o canal apenas em definição padrão. Isso ocorreu antes do lançamento da BBC First, que usaria o feed HD usado anteriormente pela BBC UKTV. Além disso, a BBC UKTV alterou os pacotes de assinatura da Foxtel - passando do pacote adicional Drama & Lifestyle para o pacote básico básico, aumentando seu alcance.
Em 1 de fevereiro de 2015, a BBC UKTV lançou no serviço independente de IPTV australiano Fetch TV, depois de ganhar os direitos de transmissão para a BBC Worldwide.
A partir de 10 de outubro de 2016, o canal atualizou seu logotipo e identidade de marca, para atrair um público mais jovem e distinguir melhor sua programação das ofertas mais premium do canal irmão BBC First.